# 王天培

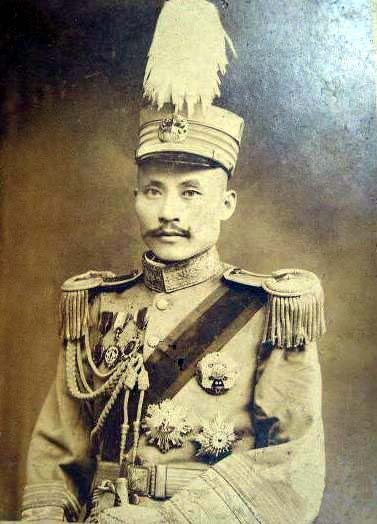
王天培戎裝照

王天培（1888年12月—1927年9月2日）旧名倫忠，字植之，号东侠。侗族。貴州省鎮遠府天柱县人，中华民国军事将领。曾为黔軍及国民革命軍第十軍指揮官。

## 生平
1888年12月，王天培生于天柱县织云乡。其父王大瀛，绿营兵出身。以看相为生，后经营造林。母刘仙梅。王天培幼年读过私塾和小学。科举废除后，1907年（光緒33年）入貴州陸軍小学堂。后入武昌陆军第三中学堂。其间与袁祖銘结成兄弟。1911年（宣統3年）10月武昌起義爆发。他作为学生代表参加革命軍，任前線作战指揮官。12月被黄兴任命为凤凰山要塞司令。1912年入学保定陆军军官学校。
1913年（民国2年）12月袁世凱解散国会、废除臨時約法。王天培因对此进行批判而于1914年被逮捕入狱。在貴州知名人士的干预下，他被释放。后来他从保定陸軍軍官学校毕业后加入黔軍。
1916年王天培参加了护国战争，率一营击败袁世凯政府军一旅。政府军马继增暴死。他被提拔。与彭漢章共同辅佐黔軍指揮官谷正倫。1920年（民国9年）11月他随谷正倫发动民九事变。1921年秋沈鸿英、陆荣廷据广西作乱，孫文下令討伐。王天培以团长身份参战。以一团击败一旅。1922年（民国11年）1月，谷正倫被孙中山任命为中央直轄黔軍总司令，彭漢章任黔軍第1混成旅旅長，王天培任第2混成旅旅長。在桂林，他加入中国国民党。
同年4月，貴州省军队哗变。袁祖铭成为军队领导人。谷正倫、王天培等到貴陽。王天培被任命为黔军第二师师长。1923年（民国12年），唐継虞率滇軍攻取貴州，袁祖銘退出貴陽。王天培到重慶附近的江津、銅梁駐屯。此后王天培讨伐匪賊成功，从而获得了民心。1924年，他获将军府授予“朗威将军”。
袁祖銘和雲南的唐継尭和解后，1925年（民国14年）2月，王天培被任命为貴州督办，任至翌年6月。其间由彭漢章主导政务。

### 北伐中被肃清
同年7月，王天培被国民政府任命国民革命軍第十軍軍長。同時彭漢章任国民革命軍第九軍軍長。共同参加北伐。第九軍与第十軍在湖南省击败沈鴻英，12月击败北京政府长江上游总司令盧金山与川軍指揮官楊森的联軍。因他们势力较大，引起蒋介石警觉，指示国民革命軍第八軍軍長唐生智肃清袁祖铭（当时任国民革命军第十二军军长）、彭漢章，而王天培则继续参加北伐。
1927年四一二事件中，他拒绝执行反共命令。（民国16年）5月，王天培任北伐軍第三路前敵总指揮。在蒋介石、李宗仁指揮下，他在华东与張宗昌率领的直魯聯軍展开激战。王天培取得优势，攻克了徐州，后因军力不足又丢失。
同年8月10日、王天培在南京被突然拘留。9月2日蒋介石指示何应钦、白崇禧以徐州失陷等罪在杭州处决了王天培。《武漢晩報》、《湘江快報》等报纸对此批判蒋介石，李宗仁認為王天培是蒋介石兵败的「替罪羊」。1931年（民国20年），反蒋介石派的广州国民政府为他恢复了名誉。